# Modus ponendo ponens
En lògica, el modus ponendo ponens és la figura de raonament de la implicació. És una regla d'inferència senzilla: Si A, aleshores B. Ocorre l'esdeveniment A, per tant, B. És una expressió llatina concisa que significa: «manera d'enraonar, que confirma un altre enunciat (ponens) posant (ponendo) un enunciat»). També s'anomena abreujat modus ponens i generalment abreujat MPP o MP.
Per exemple, un raonament que segueix la forma del modus ponens podria ser:
Si fa sol, llavors és de dia.
Fa sol.
Per tant, és de dia.
Una altra manera de presentar el modus ponens és:
{\displaystyle {\begin{array}{r}A\to B\\A\\\hline B\end{array}}}
I encara una altra manera és a través de la notació del càlcul de predicats següent:
{\displaystyle (A\to B),A\vdash B}
En l'axiomatització de la lògica proposicional proposada per Jan Łukasiewicz, el modus ponens és l'única regla d'inferència primitiva. Això ha motivat que molta de la discussió al voltant del problema de la justificació de la deducció s'hagi centrat en la justificació del modus ponens.
En lògica proposicional es representa així: {\displaystyle [(p\supset q)\And p]\supset q}